# Ямбарусово
Ямбару́сово (рос. Ямбарусово, чув. Платка) — присілок у складі Чебоксарського району Чувашії, Росія. Входить до складу Сірмапосинського сільського поселення.
Населення — 154 особи (2010; 172 у 2002).
Національний склад:
- чуваші — 96 %